# Estany de la Coma d'Amitges
L'Estany de la Coma d'Amitges és un llac que es troba en el terme municipal de la Vall de Boí, a la comarca de l'Alta Ribagorça, i dins del Parc Nacional d'Aigüestortes i Estany de Sant Maurici.	

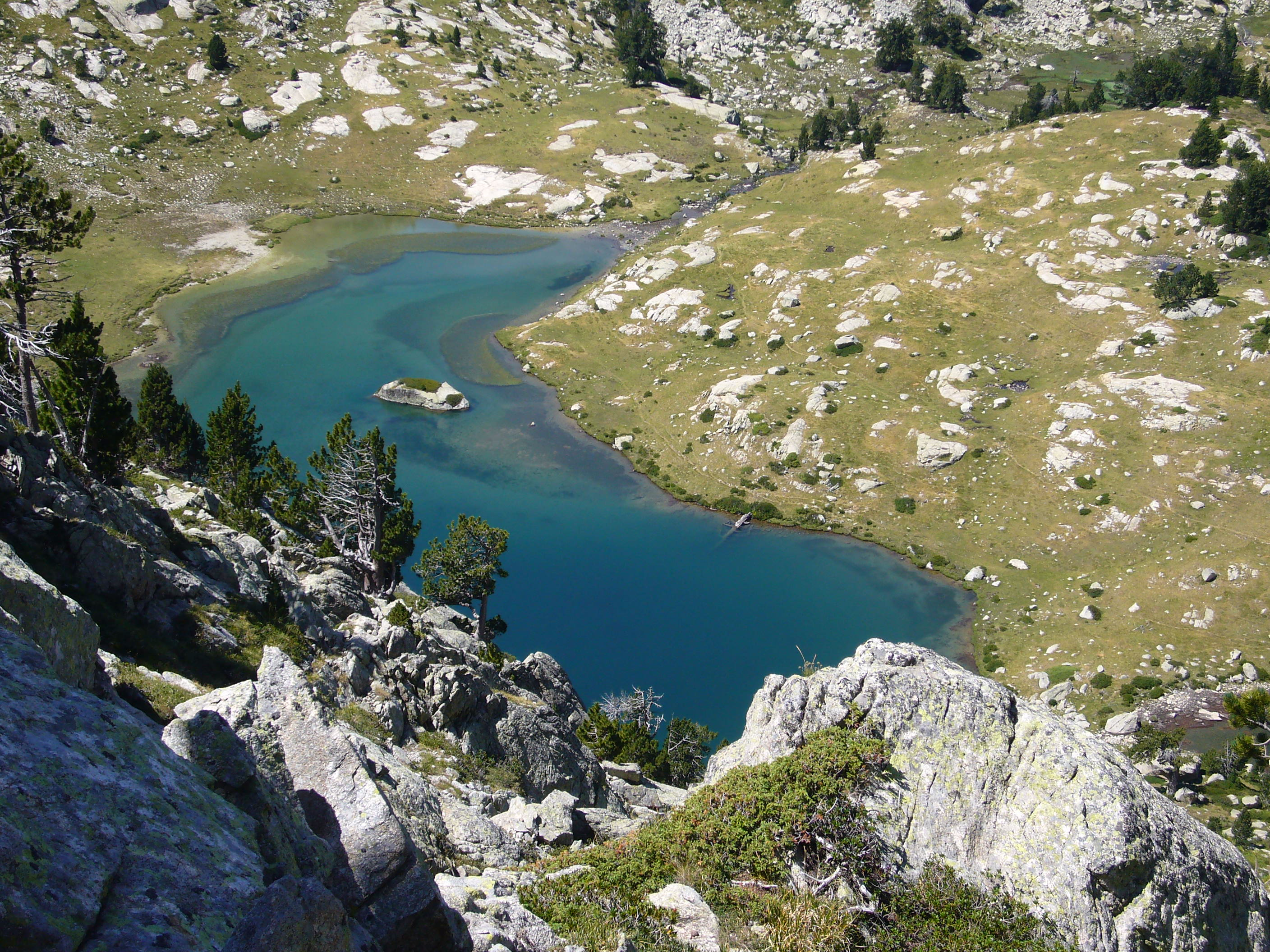
Estany de la Coma d'Amitges.

El llac, d'origen glacial, està situat a 2.269 metres d'altitud, a la part baixa de la Coma d'Amitges. Recull les aportacions del Barranc de Cometes (S) i de l'Estany Perdut (ESE), i drena pel seu extrem nord-oriental cap al Barranc de la Coma d'Amitges, que agafant direcció nord desaigua al Barranc de Peixerani.

## Rutes[2]
Es pot arribar re-seguint el Barranc de la Coma d'Amitges, que puja des de la zona de l'Estany Llong, o seguint el Barranc de Peixerani fins als encontorns de l'Estany Nere i girant cap al sud-oest després.